# داوود دومیری گنجی
داوود دومیری گنجی (۱۳۴۴ شهرستان بابل)، استاد تمام مهندسی مکانیک دانشگاه صنعتی نوشیروانی بابل، رئیس اسبق دانشگاه تخصصی فناوری‌های نوین و ریاست اسبق بنیاد ملی نخبگان استان مازندران است.
وی در دیدار با ابراهیم رئیسی، رئیس جمهورِ جمهوری اسلامی در ۲۳ فروردین ۱۴۰۲ در نشست «دانشمندان یک درصد برتر جهان» سخنانی اشاره نمود که «نرم‌افزار» پایتون یک «شبکهٔ قدرتمند جهانی» است که با استفاده از آن می‌توان آینده را پیش‌بینی و برای آن راهکاری اندیشید.

## صحبت‌های جنجالی
داوود دومیری گنجی در نشستی با ابراهیم رئیسی سخنانی را مطرح کرد که با واکنش بسیاری در شبکه‌های اجتماعی همراه شد:
پیشنهاد من با یک نرم‌افزار جهانی است تحت عنوان پایتون، پایتون کارهای مختلفی انجام میده، در حوزهٔ پزشکی متحول میکنه، چهار سال آینده رو پیش‌بینی می کنه که چه سرطانی در واقع طرف داره، ما در حوزهٔ سیاست چنین مشکلی داریم آقای رئیس‌جمهور، چرا، چون آینده‌ای رو که باید پیش‌بینی کنیم نداریم، چه اتفاقی در کشورهای آینده در منطقه خواهد بود نداریم. ولی با شبکه‌های جهانی پایتون می‌توانیم. در زمینهٔ نظامی می‌توانیم. در زمینه‌های اقتصادی می‌توانیم. در زمینه‌های رشد تورم که حضرت آقا فرمودند می‌توانیم. چگونه می‌توانیم شبکه‌های عصبی و هوش مصنوعی که در بدن ما وجود داره، هر نقطه‌ای از اعضای بدن ما تیغ بزنیم کاملاً بقیهٔ جاها خودشو نشون می‌دن. ما به طریقی باید این مجموعه با هم متصل باشیم…— داوود دومیری گنجی، 